# Terranjou
Terranjou est une commune nouvelle située dans le département de Maine-et-Loire, en région Pays de la Loire, créée le 1er janvier 2017.
Elle est issue du regroupement de trois communes : Martigné-Briand, Chavagnes et Notre-Dame-d'Allençon qui prennent chacune le statut de commune déléguée ; son chef-lieu se situe à Chavagnes.

## Géographie

### Climat
Pour des articles plus généraux, voir Climat des Pays de la Loire et Climat de Maine-et-Loire.
En 2010, le climat de la commune est de type climat océanique altéré, selon une étude du CNRS s'appuyant sur une série de données couvrant la période 1971-2000. En 2020, Météo-France publie une typologie des climats de la France métropolitaine dans laquelle la commune est exposée à un climat océanique et est dans la région climatique Moyenne vallée de la Loire, caractérisée par une bonne insolation (1 850 h/an) et un été peu pluvieux.
Pour la période 1971-2000, la température annuelle moyenne est de 11,8 °C, avec une amplitude thermique annuelle de 14,2 °C. Le cumul annuel moyen de précipitations est de 665 mm, avec 11,7 jours de précipitations en janvier et 6 jours en juillet. Pour la période 1991-2020, la température moyenne annuelle observée sur la station météorologique installée sur la commune est de 12,6 °C et le cumul annuel moyen de précipitations est de 617,0 mm,. Pour l'avenir, les paramètres climatiques de la commune estimés pour 2050 selon différents scénarios d'émission de gaz à effet de serre sont consultables sur un site dédié publié par Météo-France en novembre 2022.
| Mois                                  | jan.           | fév.           | mars          | avril         | mai           | juin          | jui.          | août          | sep.          | oct.          | nov.          | déc.          | année      |
| ------------------------------------- | -------------- | -------------- | ------------- | ------------- | ------------- | ------------- | ------------- | ------------- | ------------- | ------------- | ------------- | ------------- | ---------- |
| Température minimale moyenne (°C)     | 3              | 2,5            | 4,1           | 6,3           | 9,6           | 12,9          | 14,3          | 13,7          | 11,3          | 9,2           | 6             | 3             | 8          |
| Température moyenne (°C)              | 5,9            | 6,1            | 8,6           | 11,7          | 14,8          | 18,4          | 20,3          | 19,7          | 17,2          | 13,5          | 9,3           | 6,1           | 12,6       |
| Température maximale moyenne (°C)     | 8,8            | 9,8            | 13,1          | 17,1          | 20,1          | 23,9          | 26,2          | 25,6          | 23,1          | 17,9          | 12,7          | 9,2           | 17,3       |
| Record de froid (°C) date du record   | −11,7 07.01.09 | −11,6 11.02.12 | −9,7 01.03.05 | −2,3 07.04.21 | 0,6 06.05.19  | 4,4 01.06.06  | 7,6 10.07.04  | 6,8 21.08.14  | 2,8 26.09.10  | −1,8 21.10.10 | −5,7 17.11.07 | −8,3 19.12.09 | −11,7 2009 |
| Record de chaleur (°C) date du record | 15,8 01.01.22  | 20,8 27.02.19  | 25,4 19.03.05 | 30,1 30.04.05 | 31,6 28.05.17 | 39,8 18.06.22 | 41,1 18.07.22 | 38,7 07.08.20 | 35,6 14.09.20 | 30,5 02.10.11 | 22,4 07.11.15 | 17,4 19.12.15 | 41,1 2022  |
| Précipitations (mm)                   | 57,1           | 42,7           | 51,2          | 49            | 56,5          | 47,2          | 36,4          | 43,4          | 45,4          | 71            | 60            | 57,1          | 617        |

## Urbanisme

### Typologie
Au 1er janvier 2024, Terranjou est catégorisée bourg rural, selon la nouvelle grille communale de densité à sept niveaux définie par l'Insee en 2022.
Elle est située hors unité urbaine. Par ailleurs la commune fait partie de l'aire d'attraction d'Angers, dont elle est une commune de la couronne,. Cette aire, qui regroupe 81 communes, est catégorisée dans les aires de 200 000 à moins de 700 000 habitants,.

## Histoire
Il convient de se reporter aux articles consacrés aux anciennes communes fusionnées. La commune déléguée de Martigné-Briand quitte l'arrondissement de Saumur pour intégrer celui d'Angers.

## Politique et administration

### Composition
| Nom                   | Code Insee | Intercommunalité        | Superficie (km2) | Population (dernière pop. légale) | Densité (hab./km2) |
| --------------------- | ---------- | ----------------------- | ---------------- | --------------------------------- | ------------------ |
| Chavagnes (siège)     | 49086      | CC des Coteaux du Layon | 16,21            | 1 262 (2014)                      | 78                 |
| Martigné-Briand       | 49191      | CC des Coteaux du Layon | 27,21            | 1 899 (2014)                      | 70                 |
| Notre-Dame-d'Allençon | 49227      | CC des Coteaux du Layon | 13,63            | 684 (2014)                        | 50                 |

### Liste des maires
| Période        | Période  | Identité            | Étiquette | Qualité     |
| -------------- | -------- | ------------------- | --------- | ----------- |
| 4 janvier 2017 | En cours | Jean-Pierre Cochard | SE        | Agriculteur |

Le 4 janvier 2017, les conseillers municipaux des trois communes fusionnées se sont réunis : 19 conseillers (en fait 15 à la suite de la démission de l'opposition) pour Martigné-Briand, 15 pour Chavagnes et 15 pour Notre-Dame-d'Allençon. Lors de cette première réunion du conseil municipal, les conseillers ont élu Jean-Pierre Cochard — maire de la commune déléguée Chavagnes — au poste de maire de la commune nouvelle, Ginette Rocher — maire de la commune déléguée Notre-Dame-d'Allençon — au poste de première adjointe et Marc Séchet — maire de la troisième commune déléguée — au poste de deuxième adjoint.

## Population et société

### Démographie
L'évolution du nombre d'habitants est connue à travers les recensements de la population effectués dans la commune depuis sa création.

En 2022, la commune comptait 3 885 habitants, en évolution de −1,87 % par rapport à 2016 (Maine-et-Loire : +2,12 %, France hors Mayotte : +2,11 %).
| 2015  | 2016  | 2021  | 2022  |
| ----- | ----- | ----- | ----- |
| 3 910 | 3 959 | 3 918 | 3 885 |

## Économie
Il convient de se reporter aux articles consacrés aux anciennes communes fusionnées.

## Culture locale et patrimoine
Il convient de se reporter aux articles consacrés aux anciennes communes fusionnées.